# Tachina quadrimaculata
Tachina quadrimaculata là một loài ruồi trong họ Tachinidae.